# Conoscenza religiosa
Conoscenza religiosa è una rivista scientifica trimestrale italiana di sociologia e antropologia religiosa, e di storia delle religioni, legata alla figura di Elémire Zolla che la fondò e ne diresse la prima serie dal 1969 al 1983. Dal 2010 è pubblicata la seconda serie.

## Presentazione
Fu fondata nel 1969 da Elémire Zolla che ne fu direttore dall'inizio fino alla chiusura, avvenuta nel 1983. Tutte le sessantasette uscite della serie (tra cui 14 fascicoli monografici) andarono in stampa rispettando la cadenza periodica, dal primo numero di gennaio 1969, all'ultima uscita del quarto trimestre 1983.
La pubblicazione avveniva per i tipi della casa editrice La Nuova Italia.
Vi scrissero intellettuali come Abraham Joshua Heschel, Jean Servier, Henry Corbin, Cristina Campo, Djuna Barnes, Quirino Principe, Guido Ceronetti, Pietro Citati, Mario Andrea Rigoni, Sergio Quinzio, Marius Schneider, Margarete Riemschneider, Jorge Luis Borges, Hossein Nasr, Leo Schaya, Eugenio Montale, Giuseppe Sermonti, Rosario Assunto, Armando Plebe, Gaspare Barbiellini Amidei. Vi furono pubblicati anche dei saggi di Marcel Griaule.
L'AIREZ-Associazione internazionale Elémire Zolla ne ha inaugurato la seconda serie nel 2010.
L'AIREZ si è posta come obiettivo, negli anni 2013-2015, l'avvio e la realizzazione di un progetto di recupero e ripubblicazione di tutti i numeri della rivista, nell'ambito di un programma di valorizzazione del retaggio culturale di Zolla, riversandone i 67 fascicoli, con conservazione della grafica originale, nei fascicoli di Conoscenza religiosa nuova serie AIREZ.

### Comitato d'onore
Membri del comitato d'onore della seconda serie di Conoscenza religiosa  furono Elémire Zolla, Moshé Idel, Edgar Morin, Allen G. Debus, Jacques Le Goff, Michel Meslin

### Comitato scientifico
Del comitato scientifico furono membri Lawrence E. Sullivan, Gherardo Gnoli, Elizabeth Fox-Genovese, Ithamar Gruenwald, Grazia Marchianò.